# Parafia Opatrzności Bożej w Częstochowie
Parafia Opatrzności Bożej w Częstochowie – rzymskokatolicka parafia, położona w dekanacie Częstochowa – św. Wojciecha, archidiecezji częstochowskiej w Polsce, erygowana w 1950. Jej terytorium zostało wydzielone z parafii św. Zygmunta.